# Рилєєвка
Рилє́євка (до 1948 року — Карчига́, крим. Qarçığa) — село Перекопського району Автономної Республіки Крим.
Розташоване на заході району.
Відстань від райцентру до населеного пункта становить 54 кілометрів по прямій.
У 2023 році у проєкті Постанови Верховної Ради України «Про перейменування деяких населених пунктів Автономної Республіки Крим» село запропоновано перейменувати на Карчига.